# Брюкнер, Паскаль
Паскаль Брюкнер (фр. Pascal Bruckner; род. 15 декабря 1948, Париж) — французский писатель, философ и эссеист, представитель поколения «новых философов».

## Ранние годы
Паскаль Брюкнер родился 15 декабря 1948 года в Париже. Его юность прошла во Франции, а также в Швейцарии и Австрии. Паскаль Брюкнер вырос в сложной семейной обстановке: его отец придерживался антисемитских и ультраправых взглядов, что глубоко повлияло на мировоззрение будущего писателя и философа. Брюкнер получил образование в иезуитской школе, окончил престижный Лицей Генриха IV в Париже и продолжил обучение в Парижском университете I, Парижском университете VII и Практической школе высших исследований. В 1975 году под руководством известного французского философа Ролана Барта он защитил диссертацию о сексуальной эмансипации, в которой исследовал идеи утопического социалиста Шарля Фурье.

## Научная деятельность
С конца 1970-х годов Брюкнер преподавал философию и историю идей во французских и американских университетах, а также начал свою литературную деятельность. В 1980-е годы он сблизился с движением «новых философов», одним из лидеров которого был Андре Глюксманн. С конца 1980-х годов Брюкнер преподавал в Институте политических исследований в Париже, где занимался темами политической философии и современных кризисов западного общества.
Кроме академической деятельности, Брюкнер сотрудничал с влиятельными французскими изданиями — журналом Le Nouvel Observateur и газетой Le Monde, где публиковал статьи по вопросам культуры, философии и политики. В своих публикациях Брюкнер затрагивал темы «западного мазохизма», постколониальной вины и экзистенциальных вопросов счастья.

## Взгляды
Жизненный опыт побудил Паскаля Брюкнера искать толерантности и стать гуманистом, противопоставляя свои взгляды отцовским убеждениям. Брюкнер придерживается светских и умеренно гедонистических взглядов, что отчасти объясняется его реакцией на строгое католическое воспитание.
Он с теплотой вспоминает годы преподавания в США, где, по его словам, он нашел более позитивное отношение к свободе личности и культурное разнообразие, отличающееся от французских реалий. Эти аспекты личной жизни сформировали его взгляды на западное общество, в том числе на вопросы вины и счастья, которые стали ключевыми темами его работ.

## Противоречия
В 2017 году, участвуя в телепрограмме «C politique», Брюкнер заявил, что педофилов, онанистов и фетишистов следует включить в список сексуальных меньшинств, что вызвало критику. Позже он извинился и пояснил, что его слова были неудачной шуткой.

## Публикации
Брюкнер прославился своими романами и эссе, в которых затрагивал сложные социальные и политические темы, включая кризисы современного западного общества. К известным произведениям относятся Слёзы белого человека (фр. Le Sanglot de l’homme blanc) (1983), где обсуждается «комплекс вины» западного человека, и Искушение невинностью (фр. La Tentation de l’innocence) (1995), удостоенное премии Медичи.

### Романы и повести
- Горькая луна (фр. Lunes de fiel), 1981; рус. пер. 2010.
- Божественное дитя (фр. Le Divin Enfant), 1992; рус. пер. 1997.
- Похитители красоты (фр. Les voleurs de beauté), 1997; рус. пер. 1999.
- Любовь к ближнему (фр. L’Amour du prochain), 2005; рус. пер. 2006.

### Эссе
- Слёзы белого человека (фр. Le Sanglot de l’homme blanc), 1983.
- Искушение невинностью (фр. La Tentation de l’innocence), 1995.
- Вечная эйфория: эссе о принудительном счастье (фр. L’Euphorie perpétuelle: Essais sur le devoir de bonheur), 2000.
- Несчастье процветания: религия рынка и её враги[фр.] (фр. Misère de la prospérité: La religion marchande et ses ennemis), 2002.
- Тирания покаяния: эссе о западном мазохизме (фр. La Tyrannie de la pénitence: Essai sur le masochisme Occidental), 2006; рус. пер. 2009.

## Признание
- Премия Медичи (1995)[15];
- Приз за книгу по экономике[фр.] (2002) за труд «Несчастье процветания: религия рынка и её враги»[фр.][16].